# Distretto di Nyang'hwale
Il distretto di  Nyang'hwale è un  distretto della Tanzania situato nella regione di Geita. È suddiviso in 15 circoscrizioni (wards) e conta una popolazione di 225 803 abitanti (censimento 2022).

## Suddivisione amministrativa
Il distretto è diviso nelle seguenti circoscrizioni (wards), tra parentesi gli abitanti (censimento 2022):
1. Bukwimba (13 069)
2. Busolwa (18 658)
3. Izunya (13 103)
4. Kaboha (9 402)
5. Kafita (17 846)
6. Kakora (14 829)
7. Kharumwa (25 882)
8. Mwingiro (11 314)
9. Nundu (13 076)
10. Nyabulanda (12 783)
11. Nyamtukuza (7 975)
12. Nyang'hwale (12 027)
13. Nyijundu (16 985)
14. Nyugwa (19 809)
15. Shabaka (19 045)